# 比利時的克蕾曼汀公主
克蕾曼汀公主（荷蘭語：Clementine Albertine Marie Leopoldine，1872年7月30日—1955年3月8日），比利時國王利奧波德二世的幼女。

## 家庭
1910年，克蕾曼汀與拿破崙家族的族長維克多·拿破崙結婚，兩人共有1子1女：
- 瑪麗-克羅蒂爾德·拿破崙（英语：Marie Clotilde Bonaparte）（1912年—1996年）
- 路易·拿破崙（1914年—1997年）